# SN 2009fp
SN 2009fp – supernowa odkryta 16 maja 2009 roku w galaktyce A104522+1057. W momencie odkrycia miała maksymalną jasność 18,50m.